# 余飛南
余飛南（？—？），四川綿州直隸州人，清朝官員。

## 生平
乾隆四十四年（1779年）己亥恩科四川鄉試舉人，乾隆六十年（1795年）任四川岳池縣訓導。